# 希望のこだま放送
希望のこだま放送（きぼうのこだまほうそう、英称：Radio Echo of Hope またはVoice of Hope、略称：VOH）は、対北放送の一つである。

## 概説
アジア放送研究会の山下透が調べたところ、北朝鮮住民に向けて韓国当局が実施している短波による地下放送である。表向きは「海外在住の韓国人（海外同胞）」が実施していることになっているが、韓国放送公社（KBS）の職員も、韓国の「特殊機関」（＝かつてのKCIA、及び安企部。現在の国情院）が実施していることを認めている。
放送内容は、概して親韓的な内容が主である。
韓国の対北放送としては、公然放送として、KBSのKBS韓民族放送（旧称：社会教育放送）と、民間の自由北朝鮮放送、自由朝鮮放送、開かれた北韓放送、北韓改革放送、北方宣教放送などがある。また、地下放送としては、希望のこだま放送の他に人民の声がある。

### 日本における受信状況
日本でも聴取は可能であるが、北朝鮮からのジャミング（妨害電波）の為、聴取は困難である。

## 略歴
- 1973年6月 - 放送開始。
- 2008年5月 - 略称：VOH（Voice of Hope）の併呼を開始。
- 2009年5月18日 - 日中の放送を廃止し、夜の放送時間を増強。
- 2025年7月5日- 送出を中止。[1]

## 周波数
| 放送時間（KST） | 周波数              |
| --------------- | ------------------- |
| 12:00-08:00     | 3985、5995、6350kHz |
| 16:00-12:00     | 4885、6250、9100kHz |

※KST＝UTC+9
周波数は2023年3月現在。